# Parafia św. Stanisława Biskupa Męczennika w Andrychowie
Parafia Świętego Stanisława Biskupa Męczennika w Andrychowie – parafia rzymskokatolicka w dekanacie andrychowskim. Erygowana 30 maja 1982. Kościół parafialny został wybudowany w latach 1981–1985, konsekrowany 22 grudnia 1985 przez kardynała Franciszka Macharskiego.

## Księża
- ks. mgr kan. Jan Figura – proboszcz
- ks. mgr Rafael Gwizdoń – wikariusz
- ks. dr Stanisław Cader – rezydent
- ks. dr Roman Sala – wikariusz
- ks. mgr Mateusz Kuryło – wikariusz
- ks. mgr Patryk Zaręba – wikariusz